# Thomas Stanley, 8. Baron Stanley of Alderley
Thomas Henry Oliver Stanley, 8. Baron Stanley of Alderley (* 28. Dezember 1927; † 19. November 2013 in Stanton St. John, Oxfordshire) war ein britischer Peer und Politiker (Conservative Party).

## Leben
Thomas Henry Oliver Stanley wurde als dritter Sohn von Lieutenant-Colonel Oliver Hugh Stanley (1879–1952) und dessen Ehefrau Lady Alice Kathleen Violet Thynne (1891–1977) geboren. 
Beim Tod seines Cousins Lyulph Stanley, 7. Baron Stanley of Alderley  (1915–1971) erbte er am 23. Juni 1971 die Adelstitel 8. Baron Stanley of Alderley, 8. Baron Sheffield, 7. Baron Eddisbury und 14. Baronet of Alderley. 
Stanley war von 1945 bis 1952 Captain bei den Coldstream Guards und bei der Coldstreams Guards Independent Parachute Company. Er bewirtschaftete, in späteren Jahren gemeinsam mit seinem Sohn, ein landwirtschaftliches Anwesen, das er vom New College der Universität Oxford gepachtet hatte. Er lebte als Landwirt (Tenant Farmer) in Oxfordshire (1954–1985) und auf der Isle of Anglesey. 1985 wurde er Deputy Lieutenant für den Bezirk Gwynedd.
Er übte mehrere Ämter und Ehrenämter aus. Er war Vorstandsvorsitzender (Chairman) der Thames Valley Cereals Ltd (1979–1981) und Direktor (Governor) der St Edwards School in Oxford (1979–1998). Er war Mitglied der Friends of St Cybi in Holyhead und der Anglesey Antiquarian Society. Er war außerdem Mitglied des Wellington and Northamptonshire Institute of Agriculture. Er war Fellow der Royal Agricultural Societies of Great Britain (FRAgS). Er war Schirmherr (Patron) des Ucheldre Centre Maritime Museum in Holyhead auf der Isle of Anglesey. Seit 2003 war er Vize-Präsident der Royal National Lifeboat Institution (RNLI).

## Mitgliedschaft im House of Lords
Mit dem Erbe des Titels des Baron Stanley of Alderley wurde Thomas Stanley am 23. Juni 1971 Mitglied des House of Lords. Im House of Lords schloss er sich der Fraktion der Conservative Party an. Seine erste Parlamentsrede hielt er am 16. Januar 1974 im Rahmen einer Debatte zur Milchwirtschaft.
Im Hansard sind regelmäßige Wortbeiträge Stanleys aus den Jahren von 1974 bis 1999 dokumentiert. Am 11. November 1999 meldete er sich am letzten Tag seiner Amtszeit noch einmal zu Wort. Seine Mitgliedschaft im House of Lords endete am 11. November 1999 mit Inkrafttreten des House of Lords Act 1999.

## Familie und Privates
Stanley heiratete am 30. April 1955 Jane Barrett Hartley, die Tochter des Ernest George Hartley. Ihre Familie stammt aus dem Dorf Lower Farm, in der Nähe von Milton-under-Wychwood in Oxfordshire. Aus der Ehe gingen vier Kinder hervor, drei Söhne und eine Tochter.
2003 gab Stanley zwei Wohnsitze an: Trysglwyn Fawr, Amlwch, auf der Isle of Anglesey und sein Anwesen Rectory Farm, in der Nähe von Stanton St. John in Oxfordshire. Er starb im November 2013 im Alter von 85 Jahren an seinem letzten Wohnsitz in der Nähe von Stanton St. John in Oxfordshire. Die Beisetzung fand am 10. Dezember 2013 statt; die Trauerfeier war in der St John the Baptist Church in Stanton St. John in Oxfordshire. Seine Adelstitel erbte sein Sohn Richard Oliver Stanley (* 1956).
Zu seinen Hobbys gehörten Segeln, Fischen und Skifahren.